# 西鉄天神高速バスターミナル

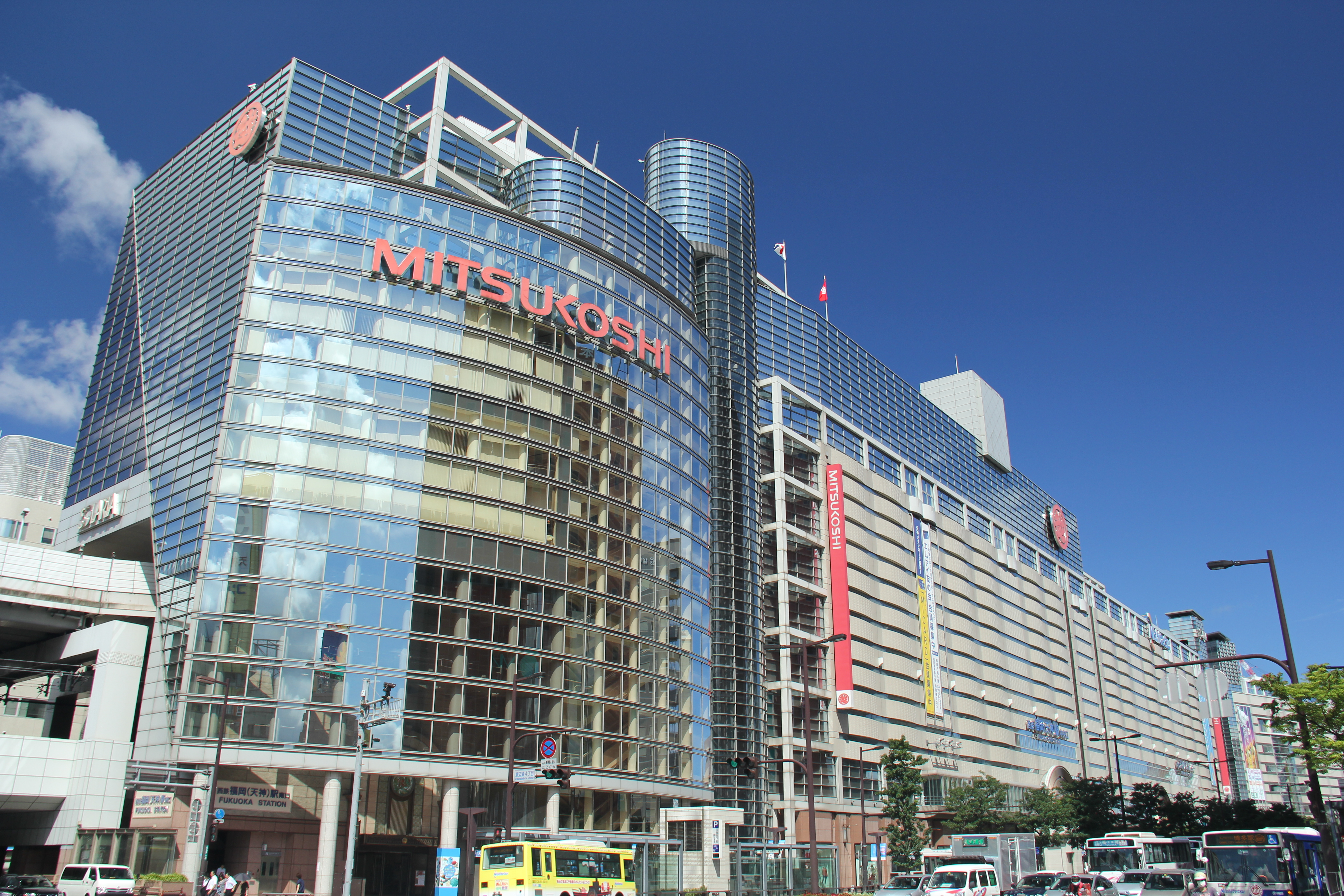
西鉄天神高速バスターミナルが入居するソラリアターミナルビル

西鉄天神高速バスターミナル（にしてつてんじんこうそくバスターミナル）は、福岡県福岡市中央区天神二丁目1番1号に所在するバスターミナル。西鉄福岡（天神）駅の駅ビルであるソラリアターミナルビル3階に設けられている。西日本鉄道株式会社（西鉄）が運営しており、西鉄高速バスを中心とした福岡市内を発着する高速バスの運行拠点となっている。博多駅前の博多バスターミナルとともに福岡市を代表するバスターミナルである。

## 概要
福岡の都心である天神に位置するバスターミナルの一つであり、高速バスおよびそれに類する特急便・急行便などの中長距離路線のバスが発着している。高速路線バスの年間利用人数は九州一で、全国規模でもバスタ新宿に次ぐ利用者数を持つ。乗車口の待合室とバス車路はガラスで完全に分離されているため、排気ガスにさらされずに待つことができる。吊床方式のためにバス走行時の振動がほとんど伝わらないようになっている。北側ではソラリアステージと、西側ではソラリアプラザと、南側では同じソラリアターミナルビルに入居する福岡三越と直結している。
1961年に西鉄福岡駅（当時）の高架化工事が完成したのち、同年12月23日、同駅の1階に福岡バスセンターが開設され、使用開始された。後に国鉄博多駅（当時）に隣接するバスターミナルが建設され、こちらの正式名称が福岡交通センターとなったこともあり、混同防止のために当施設は天神バスセンターと案内されるようになった。福岡交通センターは一時期「博多駅交通センター」とも案内されていたが、2010年11月1日より名称を「博多バスターミナル」に変更した。運営会社の商号は、2016年3月までは福岡交通センターのままだったが、2016年4月1日に施設名と統一された。
1997年2月27日、天神地区の再開発事業「西鉄福岡駅地区ターミナルプロジェクト」（天神ソラリア計画）の一環として、ソラリアターミナルビル3階に新しい乗車用スペースが完成・移転し、名称も「西鉄天神バスセンター」（略称「（西鉄）天神BC」）に改められた。1998年4月23日には降車用スペースと到着待合室設備も完成し、全面完成。それまで天神に到着する高速バスは道路上で降車扱いを行っており、多数の高速バスが到着することで道路渋滞を招いていたが、この降車用スペース完成により到着便もバスセンターに乗り入れるようになり、道路環境の向上が図られた。
2014年4月より当バスセンターの大改修工事が行われ、同年10月1日には降車場側がリニューアル。この日より降車場側にはインフォメーション窓口が新設され、さらに同月22日からは改修前の約2倍に増床され機能も充実した女性用トイレや新たに設けられた室内型待合ブースなど乗り場側においても一部施設が利用開始。その後も改修工事は進められ、乗車券窓口のブース化や従来の売店をコンビニエンスストア化など大幅にリニューアルされ、リニューアル完了後の2015年3月21日に当バスセンターの名称が「西鉄天神高速バスターミナル」に改称された。
本ターミナルを発着する高速バスは、環状線の呉服町ランプまたは千代ランプから昭和通り経由で、あるいは天神北ランプから天神に向かい、渡辺通りを南下して新川橋交差点を右折して、西鉄天神大牟田線脇のスロープを上って進入する。このため、昭和通りと渡辺通りが交わる天神橋口交差点から新川橋交差点の間は日中多数の高速バスが行き交う。またこの区間は道路混雑が激しいことから、西鉄では天神中央郵便局前から本ターミナルまでの約1.5kmの所要時間を5分として計上している。
PayPayドーム行き臨時直行バス(復路は天神三丁目行きのため、本ターミナルに乗り入れない)と博多駅経由福岡空港国際線行き（AIRPORT BUS）(復路も本ターミナルに乗り入れる)を除く市内一般バス路線は渡辺通り・明治通り・昭和通り上の天神地区の一般路線バス停留所に停車し、本ターミナルには乗り入れない。また、天神地区を経由する高速バスでも、西鉄グループが運行に関与しない「福岡・山口ライナー」（JR九州バス・JRバス中国）は約300m南の「福岡天神（天神南）」バス停（渡辺通り沿い・天神ロフトビル前）から、「いと・しま号」（昭和自動車）は約200m北の「天神（三丁目）」バス停（昭和通り沿い・福岡証券ビル前）から発車しており、本ターミナルには乗り入れない。一方、西鉄グループが運行に関与しない路線であっても、西鉄バスとの共同運行で運行開始した経緯がある路線は本ターミナルに乗り入れる。(からつ号、いまり号など)
2023年になると西鉄が関与しない路線の本ターミナル乗り入れが相次ぎ、2023年4月27日にはWILLER EXPRESSの大阪・広島線、7月1日は中国ジェイアールバス・JR九州バスが運行する「出雲ドリーム博多号」 が乗り入れを開始した。

## 施設構造

西鉄天神高速バスターミナルの構内図（クリックで拡大）

### 乗車ホーム
東側に7面の乗車ホームを持つ（元々6面だったが、1番のりばの前方に0番のりばが増設された）。以下のように行き先別でのりばが分かれている。おおむね、福岡県内路線が1・2番のりば、県外路線が3番から6番のりばとなり、夜行高速バスは原則として6番のりばから発車する。続行便が出るときはのりばが変更されることがある。
また、福岡ドーム、マリンメッセ等への臨時直行バスがある際は、臨時で7番のりば(バス待機スペースより乗車)が設置される。
※運行会社（【 】内）を記していない路線は西鉄バス（西鉄の地域分社を含む）単独運行の路線。◇は西鉄が予約業務を行う路線。
0番のりば
- 貸切バス

1番のりば
- 飯塚・田川後藤寺（筑豊特急）
- 下関（ふくふく号）【西鉄・サンデン交通】
- 福岡空港国際線（AIRPORT BUS）　※運休中

2番のりば
- 北九州（なかたに号・ひきの号・いとうづ号）
- 直方
- 苅田・行橋

3番のりば
- 熊本（ひのくに号）【西鉄・九州産交バス】

4番のりば
- 諫早・島原（島原号）【西鉄・島原鉄道】
- 佐賀（わかくす号）
- 佐賀空港　※運休中
- 鳥栖プレミアムアウトレット
- 佐世保（させぼ号）【西鉄・西肥自動車】
- 嬉野・大村・長崎（九州号）【九州急行バス】

5番のりば
- 杖立・黒川温泉【九州産交バス・日田バス】
- 杷木・日田（ひた号）【西鉄・日田バス】
- 別府・大分（とよのくに号）【西鉄・亀の井バス・大分バス・大分交通】
- 由布院（ゆふいん号）【西鉄・日田バス・亀の井バス】
- 伊万里（いまり号）【昭和自動車】
- 唐津（からつ号）【昭和自動車】

6番のりば
- 高千穂・延岡（ごかせ号）【西鉄・宮崎交通】
- 人吉・都城・宮崎（フェニックス号）【西鉄・宮崎交通・九州産交バス・JR九州バス】
- 鹿児島（桜島号）【西鉄・南国交通・鹿児島交通・鹿児島交通観光バス・JR九州バス】
- 東京（新宿）（はかた号）
- 名古屋（どんたく号）【西鉄・名鉄バス】
- 高松・丸亀・坂出（さぬきエクスプレス福岡号）【四国高速バス】◇
- 今治・松山（道後エクスプレスふくおか号）【伊予鉄バス・伊予鉄南予バス・瀬戸内運輸】◇
- 倉敷・岡山（ペガサス号）【両備ホールディングス・下津井電鉄】◇
- 美祢・長門湯本温泉（おとずれ号）
- 大阪（WILLER EXPRESS）【祐徳自動車】
- 松江・出雲市（出雲ドリーム博多号）【JR九州バス・JRバス中国】

#### 待合室
乗車ホーム側に、ホームとガラスで完全に仕切られた待合室が設けられており、以下の施設・設備がある。
- 案内所
- 切符売場
- 自動券売機
- トイレ
- コインロッカー
- ATM（セブン銀行）
- 飲料・スナック菓子自動販売機
- コンビニエンスストア（ローソン）[9]。土産物もこのローソンにて発売中。
- 喫茶店（スターバックスコーヒー）[10]
- 喫煙室
- 待合室
- パウダールーム（簡易更衣室）

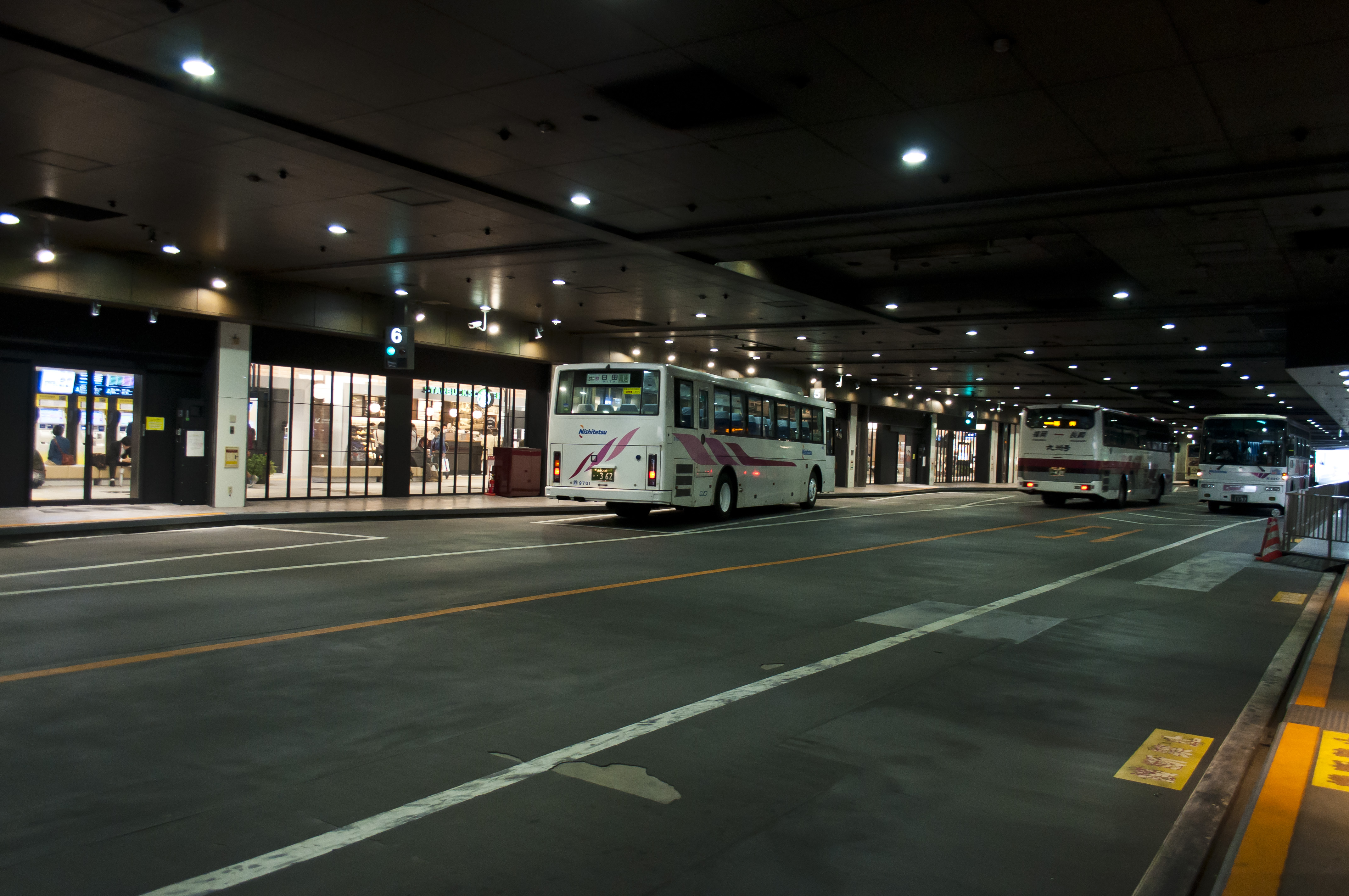
乗車ホーム（左側）
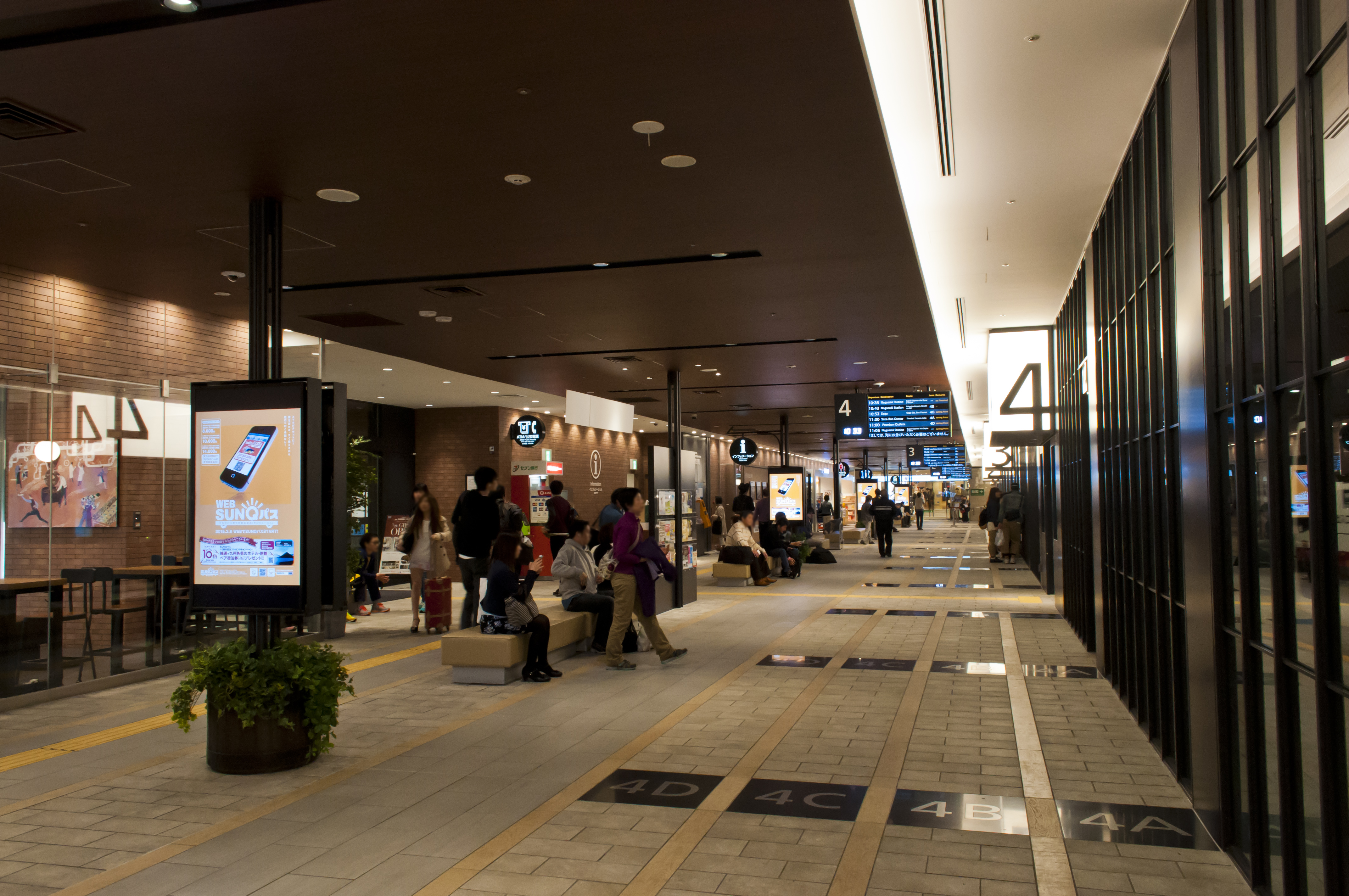
乗車ホーム側待合所
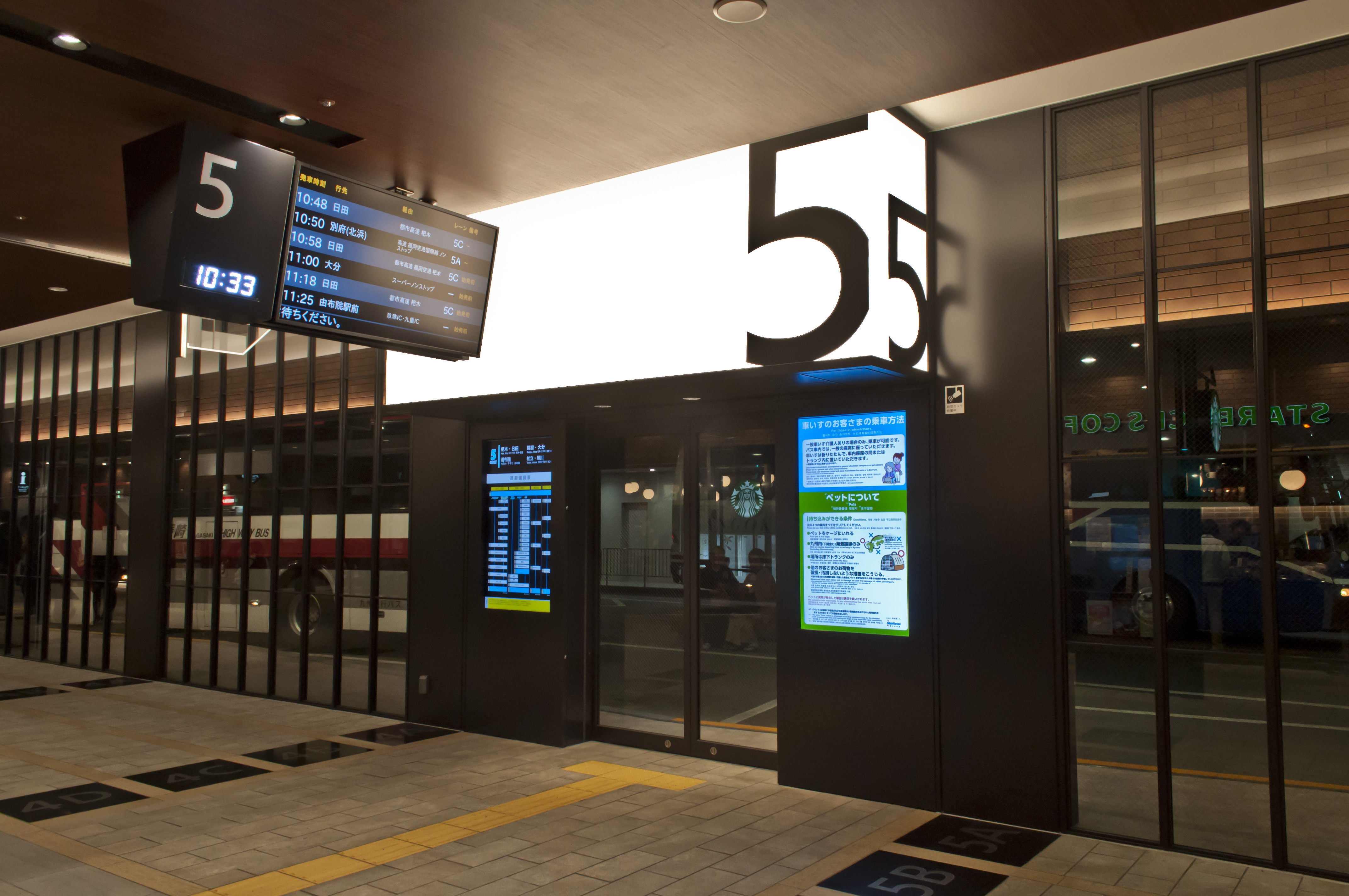
5番乗り場
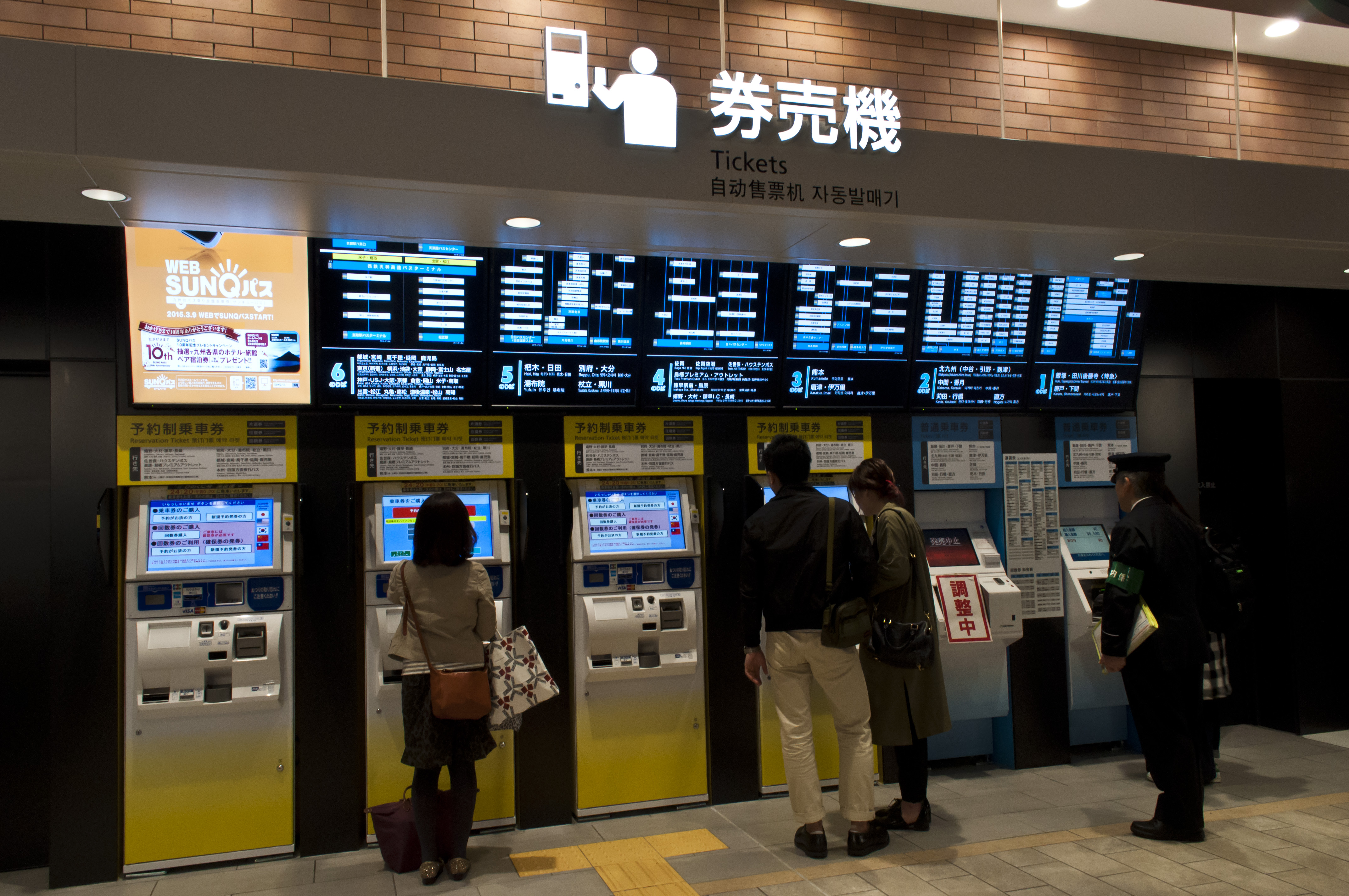
券売機
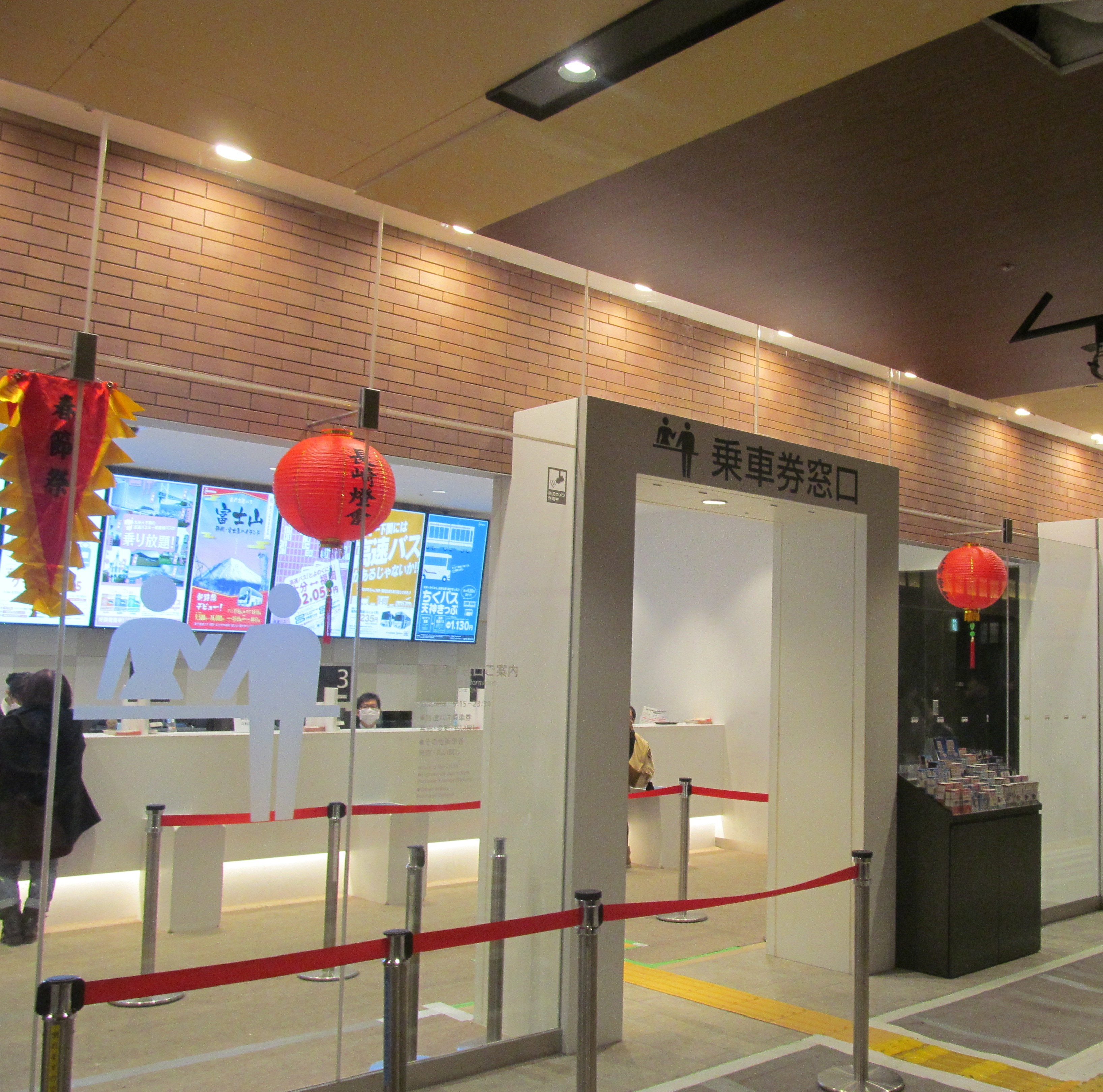
乗車券発券所（2014年1月）
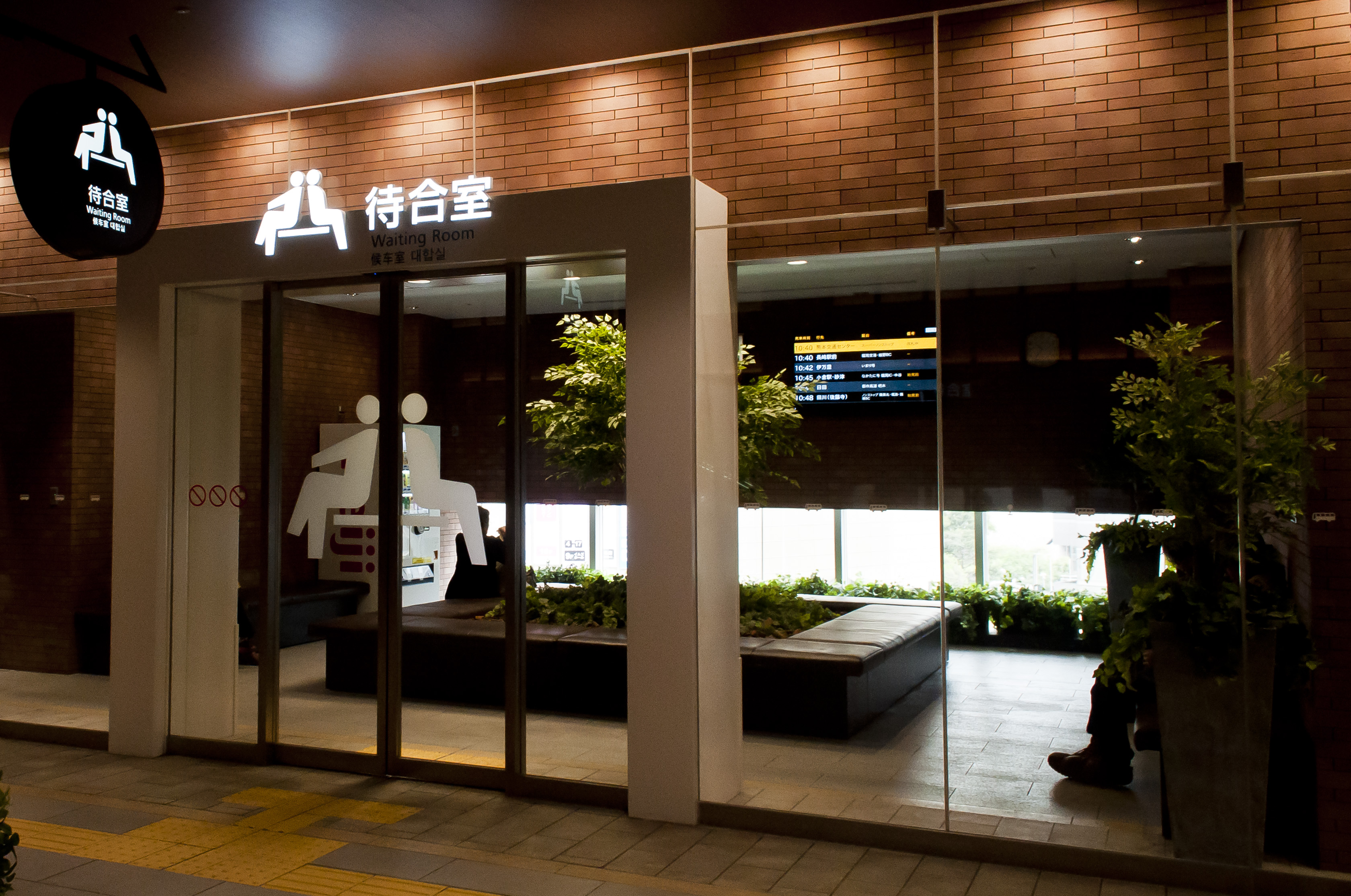
待合室
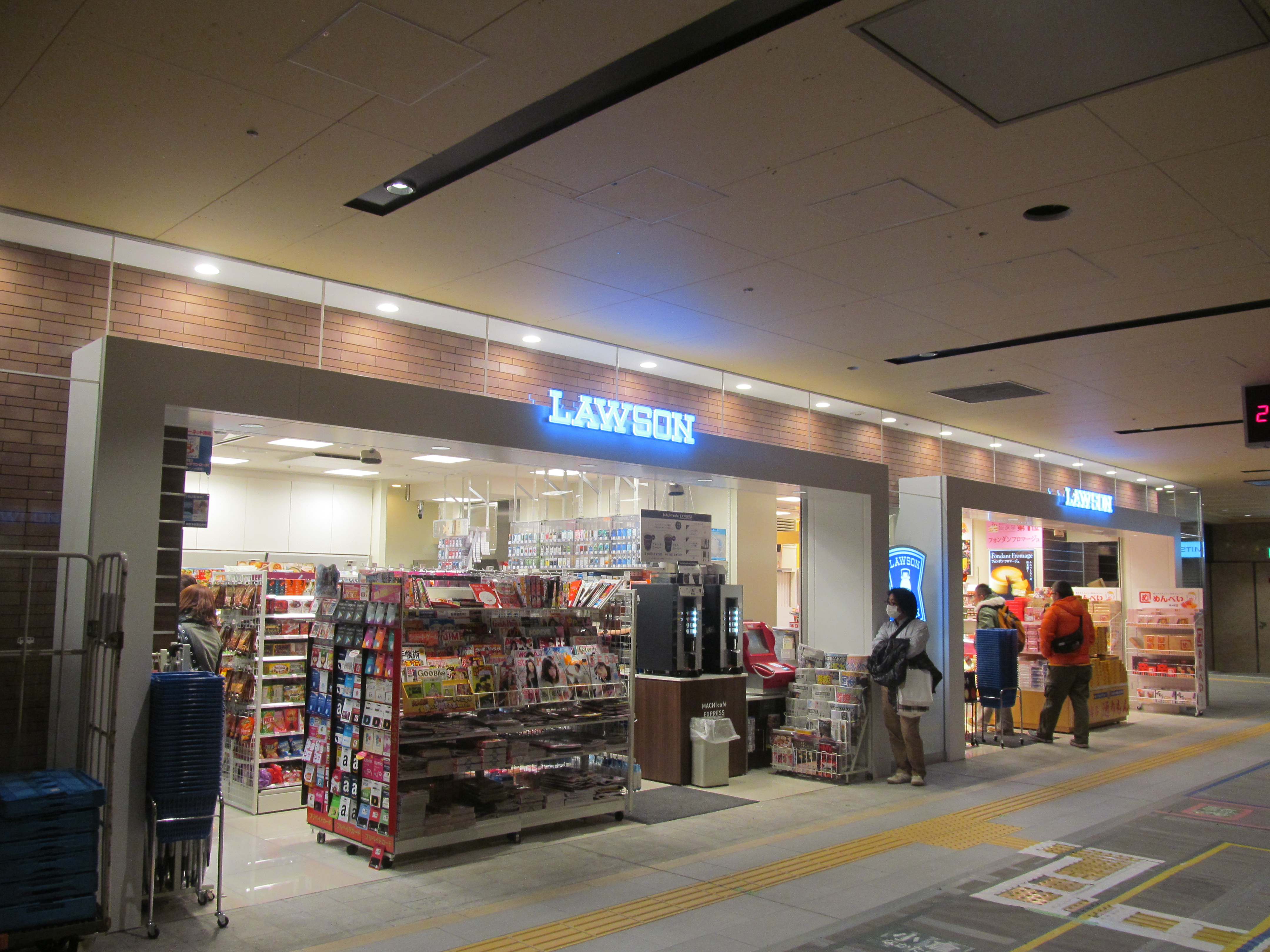
LAWSON 西鉄天神高速バスターミナル店〔構内〕（2014年1月）

### 降車ホーム
乗車ホームの向かい側（西側）に降車ホームが3面設けられている。路線ごとに到着ホームの区別は無い。到着する全路線が当ターミナルを終点としているか、もしくはクローズドドアシステムを採用しているため、降車ホームで乗車扱いは行わない。待合室は2014年10月1日にリニューアルされ、ソファ、植栽、案内カウンター、海外キャッシュカード・クレジットカード対応ATMが設置されている。
乗車ホームへ乗り継ぐ際は、ソラリアステージビルを経由する連絡通路を移動することになる。ソラリアプラザ4階に直結する通路が設けられている。
24時以降は閉鎖されるため、以降に到着するバスは乗車ホームに到着して降車となる。また、いまり号・からつ号は天神日銀前、ヤフオク!ドーム直行バスは天神三丁目に到着し、降車ホームを使用しない。

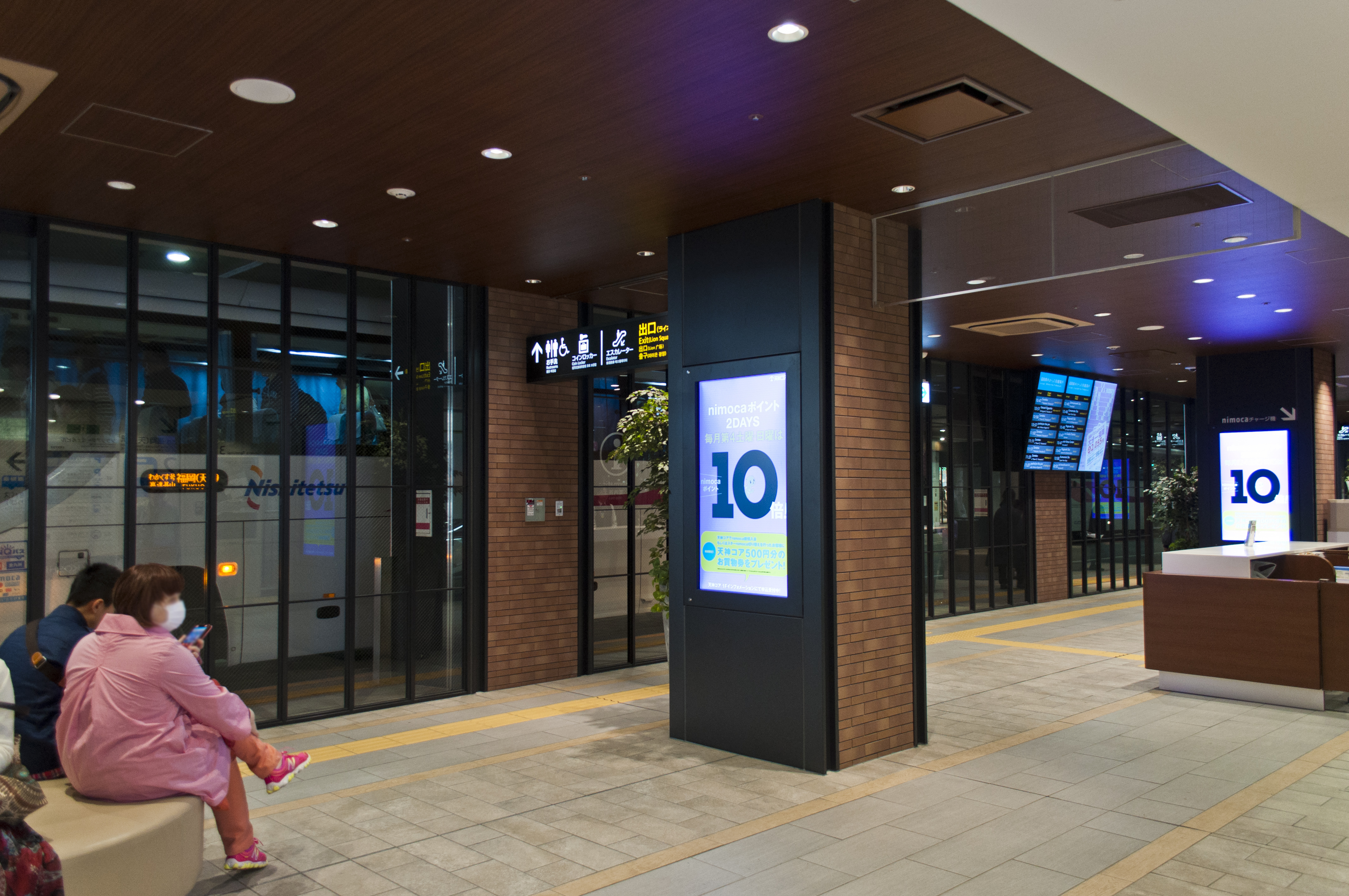
到着ホーム側待合室
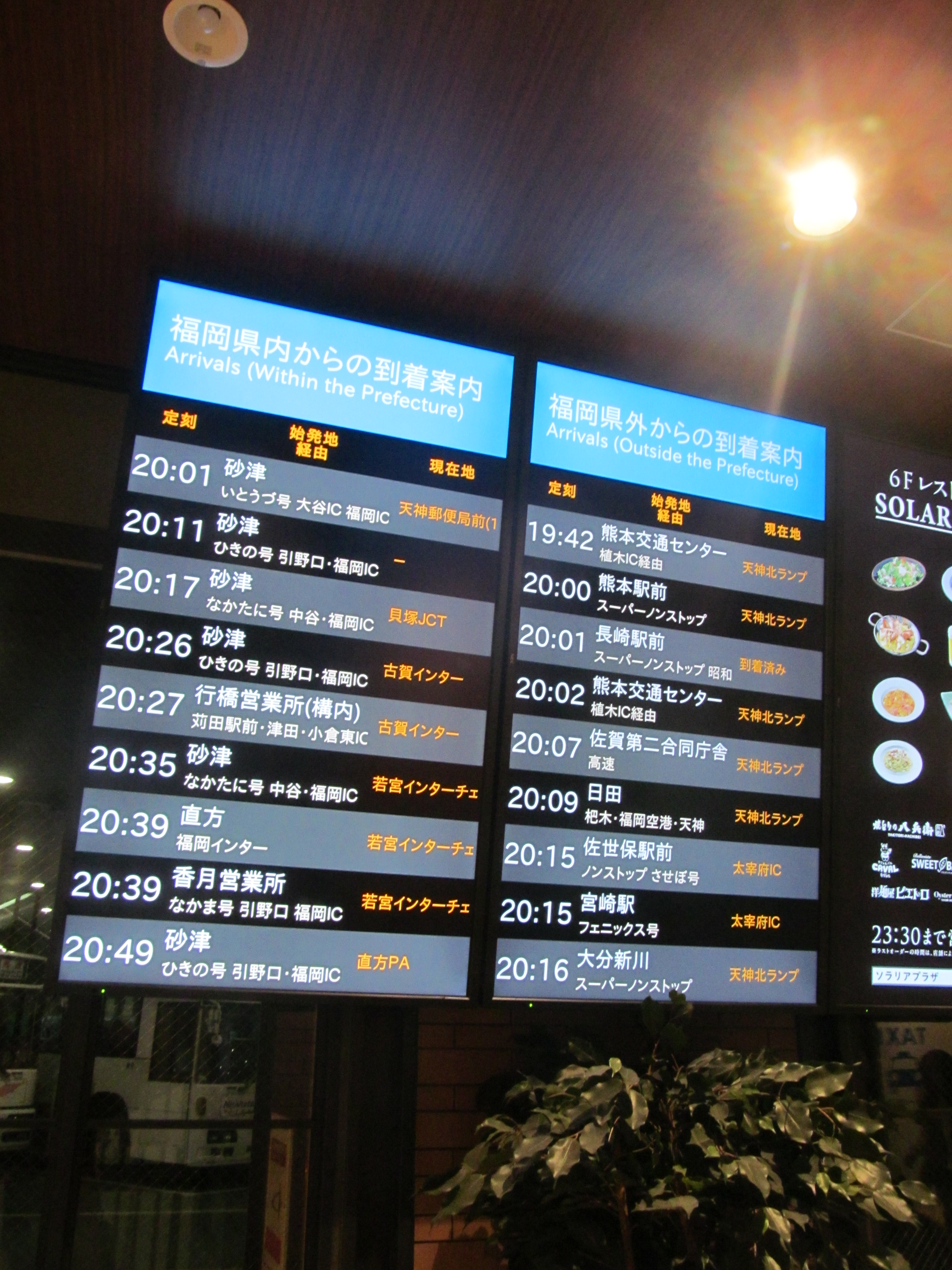
到着状況の表示

### 転回路・待機場
当バスターミナルはバスの出入り口が南側の1か所のみであり、構内の車路では原則として後退・転回禁止であるため、乗車ホーム・降車ホームの北側にバスの転回路が設けられており、ターンテーブルなどを使用せずそのまま転回できる構造になっている。また転回場周辺の空きスペースには待機場が設けられており、天神始発・終着のバスが利用している。

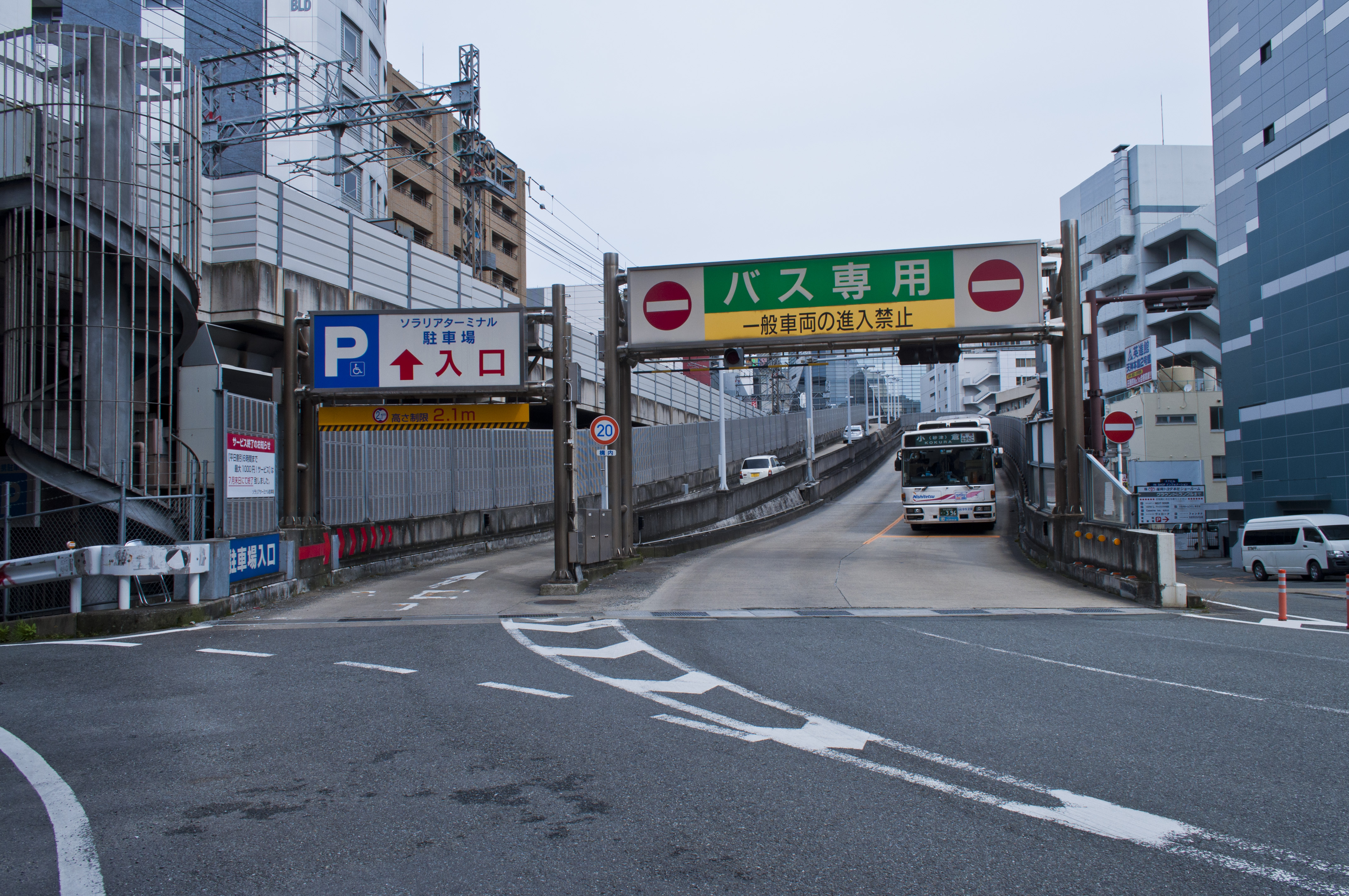
入口（バス専用）
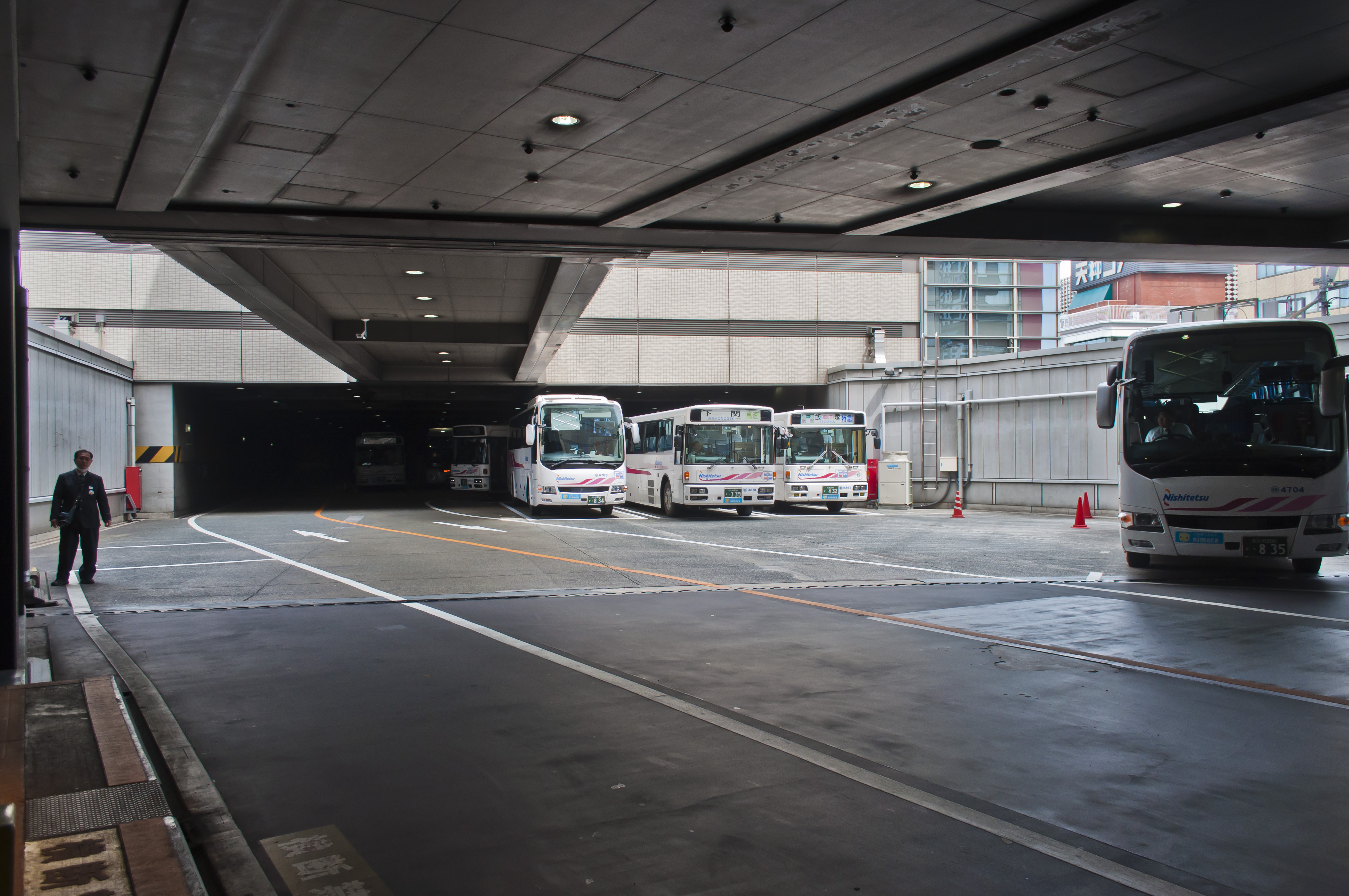
転回路・待機場

### ギャラリー
リニューアル前および工事中の様子

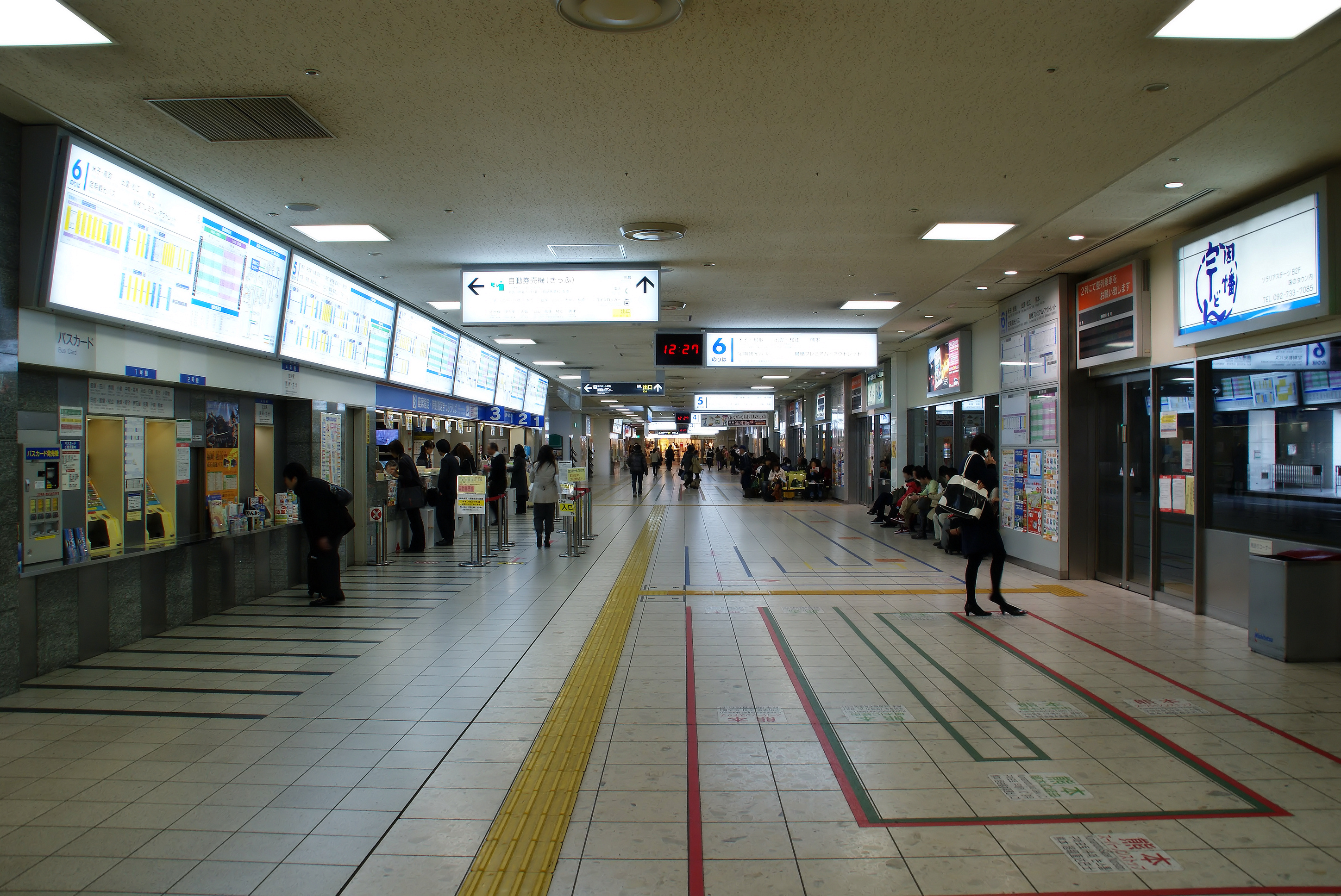
乗車ホーム（待合室）（2009年撮影）
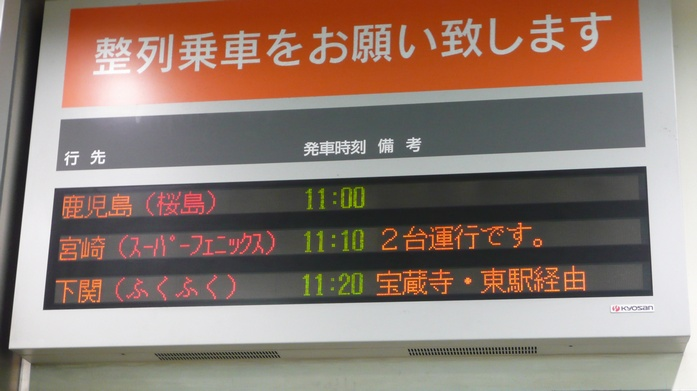
発車表示（2007年）
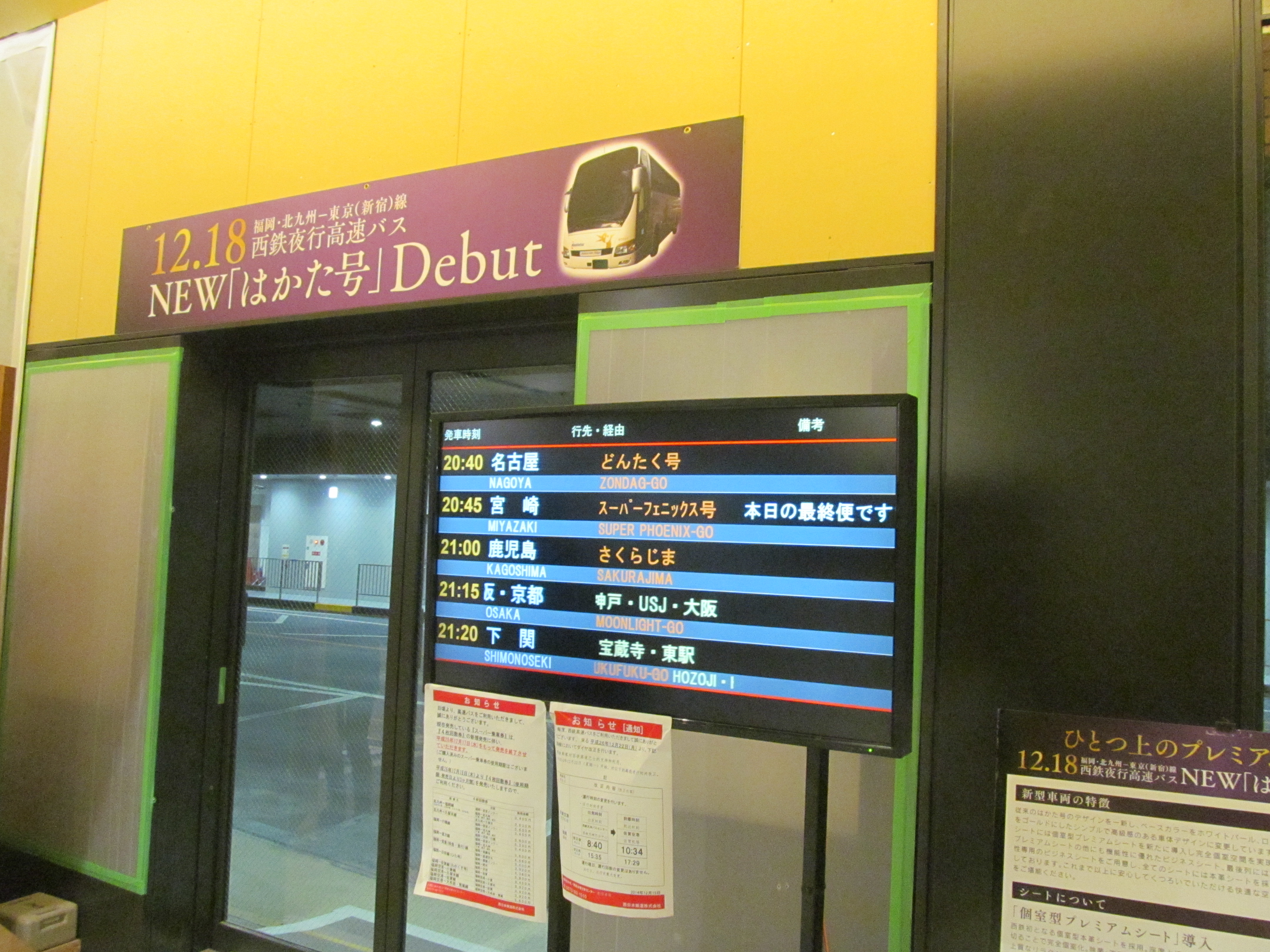
乗車ホーム　乗車場　5番のりば（2014年1月）
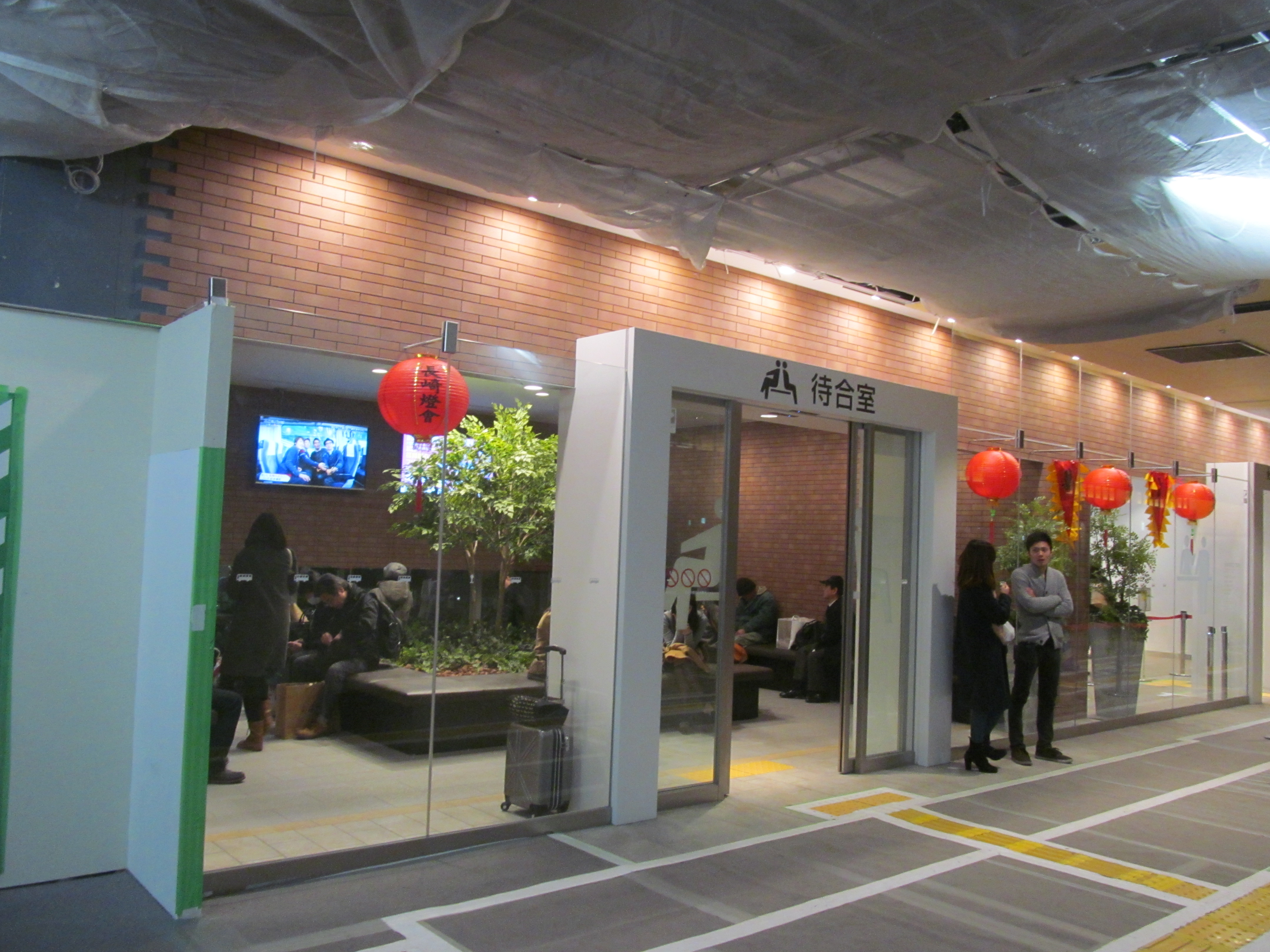
乗車ホーム　待合室（2014年1月）

## バスターミナル周辺
前述の通り西鉄福岡（天神）駅とは同一建物（ソラリアターミナルビル）内に入居しており、天神地下街を介して地下鉄空港線天神駅および地下鉄七隈線天神南駅に連絡している。

### 天神地区の一般路線バス停留所
天神地区には一般路線バス（福岡都市高速を経由する系統も含む）のターミナルはなく、渡辺通り・明治通り・昭和通りなどの幹線道路沿いに複数のバス停が広範囲に設置されている。福岡市内で一般路線バスを運行する西鉄では、以下の16か所（25面）の路面停留所を「天神地区」のバス停留所として一つの行き先として案内している。路線によっては、この中の複数のバス停留所に停車する系統もある。なお、国体道路上の「天神一丁目」「天神警固神社・三越前」バス停、ならびに下記バス停の外側にある停留所（渡辺通りの「天神南」、明治通りの「アクロス福岡・水鏡天満宮前」、昭和通りの「天神四丁目」の各停留所など）は「天神地区」のバス停に含めて案内はしていない（このうち、当地から東に300mほどのところに位置している「天神・福岡市役所前」バス停には、西鉄バスの福岡オープントップバスのほか、ロイヤルエクスプレスの福岡エアポートアクセスバスも停車し客扱いを行っている）。
停留場名後ろの【】は停留所番号。各停留所からの行き先の詳細は西鉄公式サイトを参照のこと。
渡辺通り北行き
- 天神高速バスターミナル前【1A / 1B / 1C】
- 天神ソラリアステージ前【2A / 2B】
- 天神北【3】

渡辺通り南行き
- 天神大丸前【4A / 4B / 4C】
- 天神ワンビル前（旧：天神ソラリアステージ前（福ビル街区））【7A / 7B / 7C】
- 天神北【9】

明治通り西行き
- 天神協和ビル前【10】
- 天神新天町入口【11】
- 天神ビジネスセンター前【12】

明治通り東行き
- 天神福銀本店前【13A】
- 天神証券ビル前【13B】
- 天神大和証券前【14】

昭和通り西行き
- 天神三丁目【15】
- 天神中央郵便局前【16】

昭和通り東行き
- 天神三丁目【17】
- 天神中央郵便局前【18A / 18B / 18C】
- 天神日銀前【19A / 19B】